# آنا كابوت لويل
آنا كابوت لويل (بالإنجليزية: Anna Cabot Lowell)‏ هي كاتِبة أمريكية، ولدت في 1819، وتوفيت في 7 يناير 1874.